# Ophelina breviata
Ophelina breviata är en ringmaskart som först beskrevs av Pettibone 1954.  Ophelina breviata ingår i släktet Ophelina och familjen Opheliidae. Inga underarter finns listade i Catalogue of Life.